# Sam Levinson
Samuel Levinson, detto Sam (8 gennaio 1985), è un regista, sceneggiatore, attore e produttore televisivo statunitense.

## Biografia
Samuel Levinson è nato l'8 febbraio 1985, figlio di Diana Rhodes, produttrice e designer per spot pubblicitari televisivi, e del regista e sceneggiatore Barry Levinson, di origini ebreo-russe. Levinson ha studiato recitazione per quattro anni. Ha un fratello, Jack Levinson, anch'egli attore, e due fratellastri, Michelle e Patrick, dal primo matrimonio della madre.
Debutta come attore nel film del 1992 Toys - Giocattoli, diretto dal padre. Negli anni successivi partecipa ad altre pellicole sempre dirette dal padre, tra cui Bandits e Disastro a Hollywood.
Nel 2010 firma la sua prima sceneggiatura per il film Operation: Endgame. L'anno successivo debutta alla regia con la commedia nera Another Happy Day, vincendo il Waldo Salt Screenwriting Award al Sundance Film Festival. Nel 2017 collabora alla sceneggiatura del film TV The Wizard of Lies, diretto da suo padre e incentrato sulla figura di Bernard Madoff. Nel 2018 scrive e dirige il suo secondo film Assassination Nation.
Nel 2020, Levinson scrive e dirige Malcolm & Marie, con la partecipazione come attrice protagonista di Zendaya, che aveva già lavorato con lui nella serie televisiva Euphoria. Il film viene distribuito da Netflix nel febbraio 2021.

## Vita privata
Dal 2008 al 2011 Sam Levinson ha avuto una relazione con l'attrice Ellen Barkin. Levinson è sposato con Ashley Lent Levinson, con cui ha avuto un figlio.
Durante l'adolescenza, Levinson ha avuto problemi di droga, di cui ha parlato pubblicamente.

## Filmografia

### Attore
- Toys - Giocattoli (Toys), regia di Barry Levinson (1992)
- Bandits, regia di Barry Levinson (2001)
- Disastro a Hollywood (What Just Happened), regia di Barry Levinson (2008)
- Stoic, regia di Uwe Boll (2009)

### Produttore

#### Cinema
- Pieces of a Woman, regia di Kornél Mundruczó (2020)
- Malcolm & Marie, regia di Sam Levinson (2021)
- X: A Sexy Horror Story, regia di Ti West (2022)
- Pearl, regia di Ti West (2022)
- 892, regia di Abi Damaris Corbin (2023)

#### Televisione
- Euphoria – serie TV, 18 episodi (2019-2022)
- Irma Vep - La vita imita l'arte (Irma Vep), regia di Olivier Assayas – miniserie TV, 8 puntate (2022)
- The Idol - serie TV, 5 episodi (2023)

### Regista

#### Cinema
- Another Happy Day (2011)
- Assassination Nation (2018)
- Malcolm & Marie (2021)

#### Televisione
- Euphoria – serie TV, 15 episodi (2019-2022)
- The Idol – serie TV, 5 episodi (2023)

### Sceneggiatore

#### Cinema
- Operation: Endgame, regia di Fouad Mikati (2010)
- Another Happy Day, regia di Sam Levinson (2011)
- Assassination Nation, regia di Sam Levinson (2018)
- Malcolm & Marie, regia di Sam Levinson (2021)
- Acque profonde (Deep Water), regia di Adrian Lyne (2022)

#### Televisione
- The Wizard of Lies – film TV, regia di Barry Levinson (2017)
- Euphoria – serie TV, 19 episodi (2019-2022)
- The Idol – serie TV, 5 episodi (2023)